# نلی خرانیان
نلی رازمیکی خرانیان (ارمنی: Նելլի Ռազմիկի Խերանյան؛ انگلیسی: Nelly Kheranyan؛ ۱۰ مهٔ ۱۹۶۶) یک بازیگر اهل ارمنستان است. وی از سال میلادی تاکنون مشغول فعالیت بوده است.

## زندگی‌نامه
وی در ۱۰ مه ۱۹۶۶ در ایروان به دنیا آمد و از انستیتو دولتی هنری و نمایشی ایروان فارغ‌التحصیل شد. در ۳۰ ژانویه ۱۹۸۸ با تیگران نرسیسیان ازدواج کرد و دو دختر دارد. از ۱۹۹۶ در فرهنگستان دولتی تئاتر سوندوکیان فعالیت می‌کند. وی همچنین برندهٔ جوایزی همچون هنرمند افتخاری جمهوری ارمنستان (۲۰۰۶) شده است.

## گزیده فیلمشناسی
از فیلم‌ها یا برنامه‌های تلویزیونی که وی در آن نقش داشته است می‌توان به عشق پنهانی (۲۰۱۶)، بیگانه (۲۰۱۷)، دفتر خاطرات روزانه الن (۲۰۱۷–۲۰۱۹)، اشاره کرد.

## یادداشت
1. ↑  Անի Ներսիսյան
2. ↑  Մանե Ներսիսյան

## نگارخانه

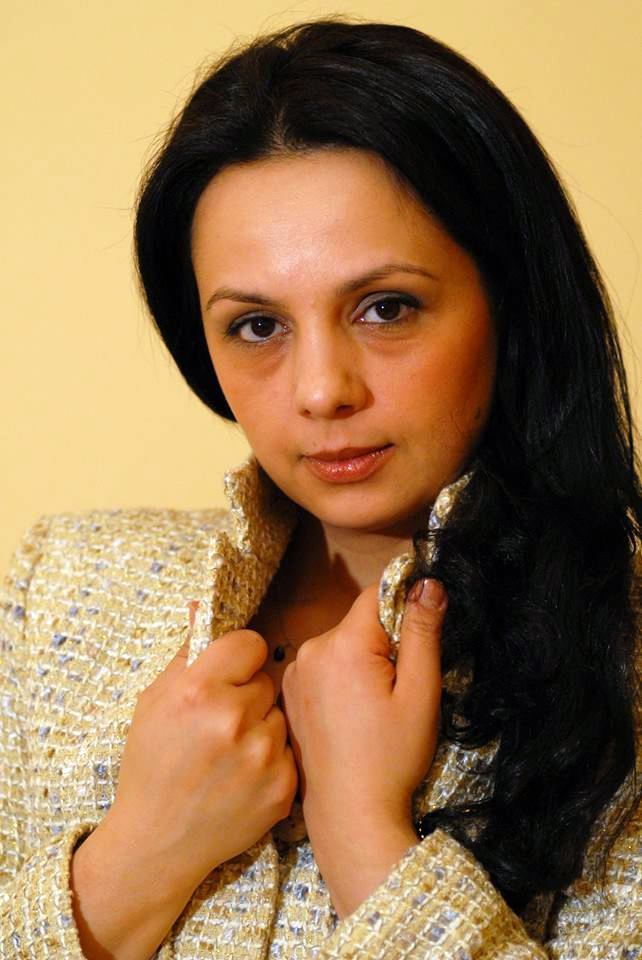
نلی خرانیان
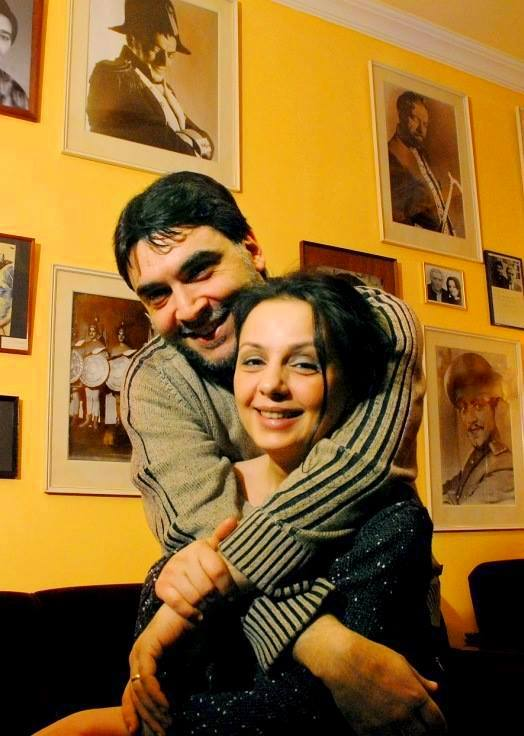
تیگران نرسیسیان و نلی خرانیان
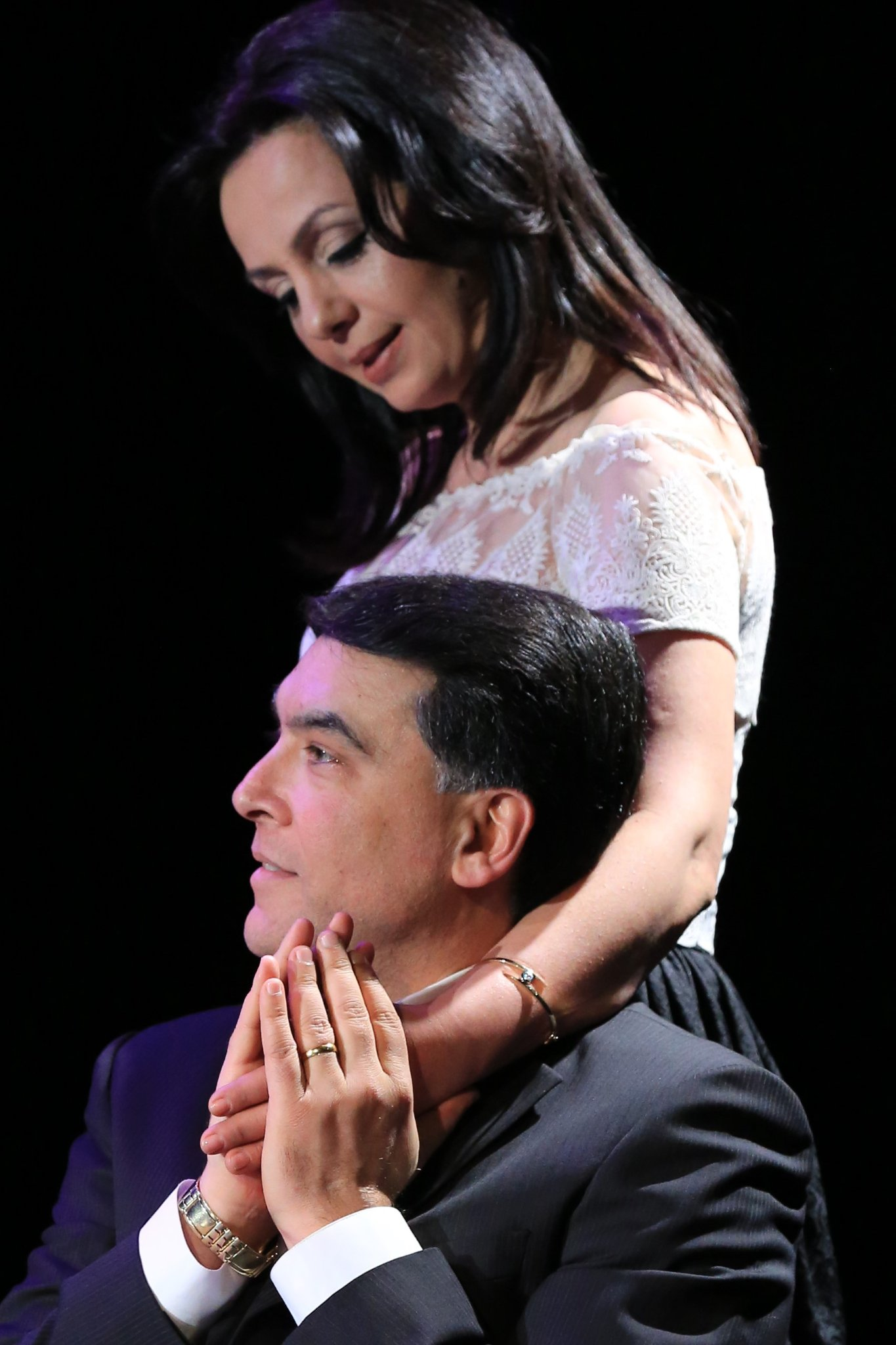
تیگران نرسیسیان و نلی خرانیان